# 佐竹彬
佐竹 彬（さたけ あきら）は、日本のライトノベル作家。
2004年、第11回電撃小説大賞で『一つの解、数ある世界 〜Route To Three Children〜』が3次選考通過。翌2005年6月、『飾られた記号 The Last Object』（電撃文庫）でデビューした。デビュー時には「電撃が贈る、新人ミステリー！ 第一弾！」とされ、同じく第二弾と銘打たれた久住四季の『トリックスターズ』とともに刊行された。

## 作品リスト
- φシリーズ （電撃文庫、イラスト：千野えなが）
  - 飾られた記号 -The Last Object- （2005年6月）
  - 三辺は祝祭的色彩 -Thinkers in Three Tips- （2005年9月）
  - 開かれた密室 -Being As Unfixed- （2006年3月）
- 七不思議シリーズ （電撃文庫、イラスト：千野えなが）
  - 七不思議の作り方 （2006年11月）
  - 七不思議の壊し方 （2007年9月）
- カクレヒメシリーズ （電撃文庫、2008年7月 - 、既刊2巻、イラスト：草野ほうき）
- くノ一見参!シリーズ （MF文庫J、2009年5月 - 、既刊3巻、イラスト：八重樫南）

短編
- 人形式に告げる Proud Puppet （φシリーズ、『電撃hp』Vol.42）
- クロストーク・タブーカット Cross Talk/Taboo Cut （『電撃hp』Vol.43）